# Mystras
Mystras (även Mistra, Mystra och Mistras, på grekiska: Μυστράς, Μυζηθράς) var en befäst stad i Morea (numera kallat Peloponnesos), vid berget Taygetos, nära antikens Sparta. Platsen ligger omkring 8 km väster om den moderna staden Sparti.

## Historia
År 1249 blev Mystras huvudstad i furstendömet Achaea. Staden hade grundats 1205 efter erövringen av Konstantinopel under det fjärde korståget. Prins Guillaume II Villehardouin, en avlägsen kusin till det fjärde korstågets historiker Geoffroi av Villehardouin, byggde ett palats.
1261 överlät latinska riket staden och andra befästningar på sydöstra Peloponnesos som lösen till Guillaume II, som hade blivit tillfångatagen i Pelagonia och Mikael VIII Palaiologos gjorde staden till huvudstad i despotatet Morea. Mystras var sedan huvudstad i despotatet, regerat av släktingar till den bysantinske kejsaren, trots att venetianerna kontrollerade kusten och öarna. Mystras och övriga Morea hade en relativt god utveckling efter 1261, jämfört med den övriga delen av imperiet efter Konstantinopel, och Guillaume II:s palats blev kejsarens andra residens.
Mystras var även det sista lärocentret för bysantinsk vetenskap. Den neoplatonistiske filosofen Georgios Gemistos Plethon bodde här fram till sin död 1452. Han och andra lärda i Mystras påverkade den italienska renässansen, särskilt efter att han följde med kejsaren Johannes VIII Palaiologos till Florens 1439.
Den siste bysantinske kejsaren, Konstantin XI, var despot i Mystras innan han blev kejsare. Demetrios Palaiologos, den siste despoten i Morea, förlorade staden till den osmanske kejsaren Mehmet II år 1460. Venetianerna ockuperade den från 1687 till 1715, men i övrigt höll osmanerna staden till 1821 och början av det grekiska självständighetskriget. Staden övergavs av kung Otto I av Grekland för det återuppbyggda Sparta.
1989 blev ruinerna med fästningen, palatset, kyrkor och kloster ett världsarv.